# Gabriola pruina
Gabriola pruina là một loài bướm đêm trong họ Geometridae.